# Kumquat de Corfou
Kumquat de Corfou (IGP) est une liqueur à base de kumquat, spécialité de l'Ile de Corfou.

## Dénomination
κερκυραϊκό κουμκουάτ = κουμκουάτ κερκυρας (Kerkyraiko koum kouat = Koumkouát kerkyras), Kumquat de Corfou. Γεωγραφική ένδειξη (geografikí éndeixi)

## Histoire
Des 金柑酒 (Kinkan saké) (vin de kumquat, macération dans du saké) ou 金柑リキュール (Kinkan rikyūru) sont mentionnés en Chine ou au Japon au début du XXe siècle. Mais c'est depuis le Californie que le britannique Sidney Merlin aurait introduit le kumquat ovale (Fortunella Margarita) sur l'Ile de Corfou en 1860 et mis en culture dans sa ferme de Dassiá. La zone de culture s'est étendue à partir de 1924. Les premières liqueurs ont été produites localement en 1936.
Le fruit du kumquat de Corfou a été reconnu comme indication géographique protégée grecque sous le no 317718/14-1-1994 par un arrêté du Ministre de l'Agriculture.
Une demande d'’inscription du savoir-faire traditionnel du Kumquat sur la Liste du patrimoine culturel immatériel de l’humanité de l'Unesco a été déposée le 6 avril 2015. Elle décrit la zone de culture.

## L'IGP
L'enregistrement de l'IGP est publiée au JOUE du 21 juin 1996 en application du Règlement 1107/96  de la Commission du 12 juin 1996. La structures de contrôle est Νομαρχιακή Αυτοδιοίκηση Κέρκυρας  Διεύθυνση Γεωργίας (13 décembre 2005). Le cahier des charges a été publié au Journal officiel 3192 du 27 novembre 2014.
La liqueur est une macération (éventuellement une distillation) de fruits (minimum  150 g/l) coupés en morceaux, de fleurs, de feuilles et de tiges de kumquat dans un mélange hydroalcoolique à 40 % vol. à laquelle on ajoute un sirop. Le titre alcoolique de la liqueur finale est au minimum de 20 % (se commercialise habituellement entre 25 et 27 %). La teneur minimale en sucre soit de 100 mg/l. L'ajout d'arômes naturels est autorisé à condition que l'arôme du kumquat de Corfou prédomine.

### Délimitation

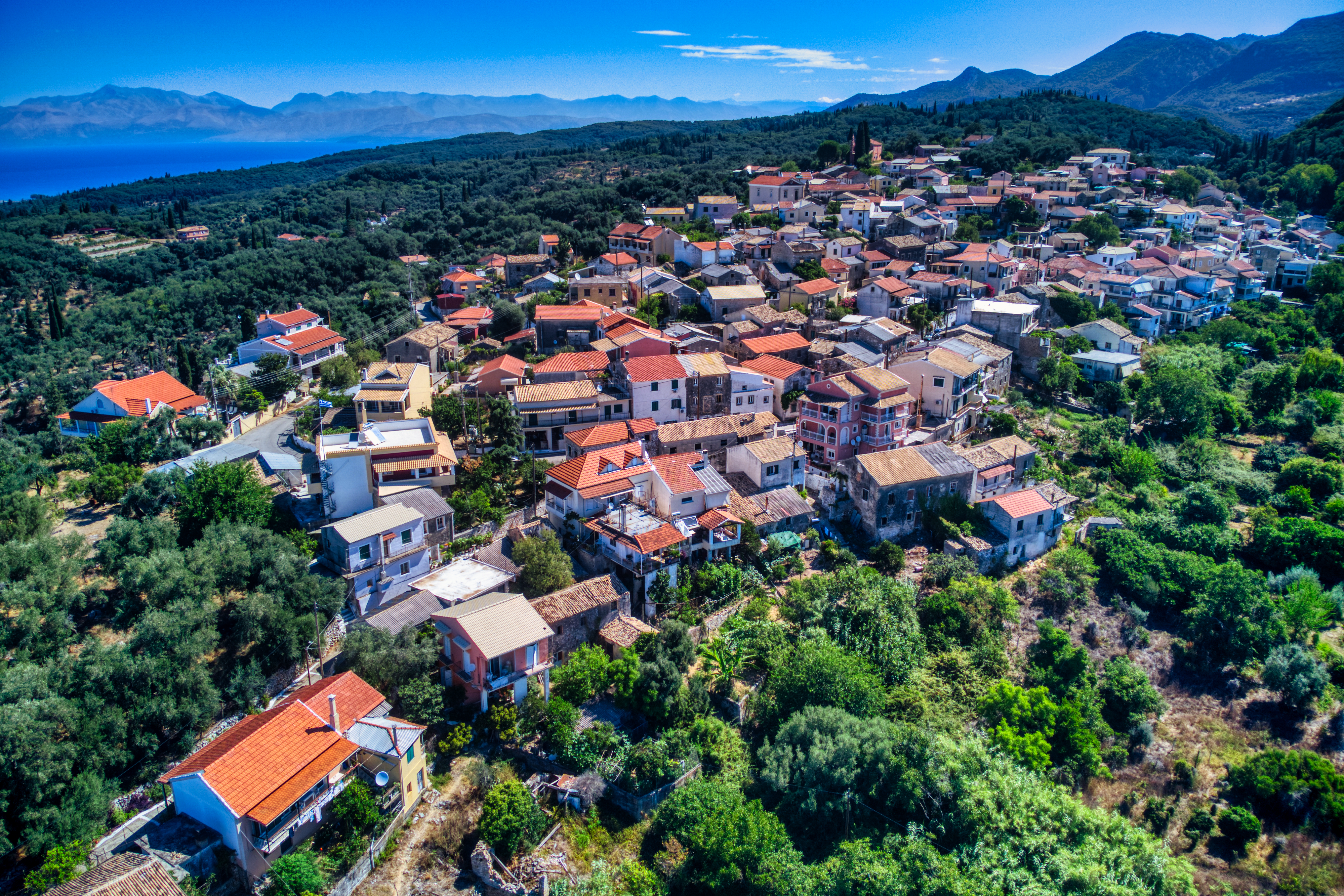
Nýmfes

Les fruits et la transformation doivent être de Corfou. Le cahier des charges décrit les conditions de culture : au-delà du 42 ° de latitude Nord à un altitude supérieure à 400 à 500 m, sans gel. La production provient principalement de la plaine de Νυμφές Nýmfes et de la région de Πλάτωνας Κέρκυρας Platon de Corfou, villages de Sfakera, Xanthates, Agrafoi, Karousades, Kavalouri. La région est humide et reçoit des pluies régulières.

### Production
En 2015, 500 producteurs de kumquat cultivaient 154 ha avec une production annuelle d'environ 200 t de fruits . La liqueur est obtenue est habituellement consommée sur de la glace pilée ou servie fraîche comme digestif après le repas.

### Produits dérivés
- La liqueur liqueur de kumquat au sirop de safran de Kozani[10].
- La Crème de kumquat est une liqueur de kumquat adoucie au lait[9].

#### Liqueurs à base d'agrumes
- Cédratine, Limoncello -  limoncino, limonello, limonetta, liquore di limone, Arancello, Κίτρο Νάξου (Kítro Náxou) Kitro de Naxos (liqueur à la feuille de cédrat)
- Agrumato di Sicilia, Grand Marnier, Triplesec, Cointreau .